# Sean Parnell
Sean R. Parnell, né le 19 novembre 1962 à Hanford (Californie), est un avocat et homme politique américain, membre  du Parti républicain. Il est gouverneur de l'Alaska de 2009 à 2014.

## Biographie
En 1992, il est élu à la Chambre des représentants ; il occupe cette fonction pendant deux mandats. Il est ensuite élu au Sénat de l'Alaska. En 2008, il perd de peu la primaire pour la candidature républicaine pour l'élection au poste de sénateur de l'Alaska. Il est élu en 2006 en tant que colistier avec Sarah Palin au poste de lieutenant-gouverneur ; Palin devient quant à elle gouverneur. Elle démissionne en 2009 et il devient alors gouverneur de l'Alaska. Au terme de ce mandat, en 2010, il annonce qu'il briguera ensuite un nouveau. Le 2 novembre 2010, il remporte l'élection par 59 % des voix devant le candidat démocrate Ethan Berkowitz qui n'en obtient que 38 %. Candidat à un nouveau mandat lors de l'élection du 4 novembre 2014, il obtient 45,88 % des voix et est battu par Bill Walker, qui se présente sous l'étiquette d'indépendant, élu avec 48,1 % des voix.